# Wilhelm Johann Krafft

Wilhelm Johann Krafft

Wilhelm Johann Krafft (* 5. August 1833 in Schäßburg; † 10. Dezember 1908) war ein siebenbürgischer Verleger. 

## Leben
Seine Eltern waren der Buchbindermeister und spätere Orator Friedrich Wilhelm Krafft und dessen Ehefrau Charlotte Johanna, geborene Schmidt. Sein Großvater war Kupferschmied und sein Urgroßvater der Stiefelmacher Simon Krafft (* 1694 in Schäßburg).
Wilhelm Johann Krafft besuchte bis zum 15. Lebensjahr das Schäßburger Gymnasium und begann im Juni 1848 eine Buchdruckerlehre bei Johann Gött aus Wehrheim, der seit 1832 in Kronstadt eine Druckerei betrieb. 1853 ging er auf Wanderschaft über Hermannstadt, Temeswar, das badische Pforzheim, das westfälische Münster, Schwerin, Berlin. 
Er kehrte im September 1858 zurück und fand Anstellung in der Druckerei von Samuel Filtsch in Hermannstadt, wo er im folgenden Jahr zum Geschäftsführer ernannt wurde. Am 21. Februar 1860 heiratete er Caroline Elisabetha Filtsch († 1897), mit der er den Sohn Carl Wilhelm Krafft (1861–1929) und drei Töchter hatte. 1868 übernahm er die Druckerei seines Schwiegervaters, benannte sie um in  W. Krafft – Buchdruckerei, Buchhandlung, Linieranstalt und Papierdütenfabrik, rationalisierte den Betrieb und zog damit um in die Reispergasse 10. Da sein Schwager J. Spreer die Filtsche Verlagsbuchhandlung übernommen hatte, gründete er eine eigene. Er gründete auch einen Filialbetrieb in Schäßburg, Marktplatz 30 (heute Piața Hermann Oberth 39). Den von seinem Schwiegervater 1844 begonnen populären Kalender Amicul Poporului (Siebenbürgischer Volksfreund) führte er fort. (bis 1941)
Nach dem Tod des aus Mediaș stammenden Wiener Verlegers Karl Graeser (1849–1899) übernahm er dessen gesamten Bestände an siebenbürgischen Büchern. Er gründete eine Verlagsabteilung für rumänische Bücher und soll das größte Lager rumänischer Bücher besessen haben. Zur Verlagsproduktion gehörte unter anderen die von Georg Daniel Teutsch begonnene und von seinem Sohn Friedrich fortgesetzte Geschichte der Siebenbürger Sachsen für das sächsische Volk. Für die Herausgabe des ersten Konversationslexikons in rumänischer Sprache wurde er mit dem Kronenorden ausgezeichnet. 
Sein Sohn, der auch Druckereifachmann und 1883 Prokurist wurde, übernahm die Firma im Jahr 1903. Durch die Fusion mit der Druckerei Josef Drotleff (1839–1929) ging daraus das größte deutsche Verlagshaus im Südosten Europas hervor. 
Er wurde Mitglied im Direktionsrat der Hermannstädter Allgemeinen Sparkasse. Mit deren Direktor Carl Wolff gründete er 1892 den Raiffeisenverband.
Wilhelm Johann lebte zuletzt bei seiner jüngsten Tochter Mathilde v. Hochmeister.
Sein Enkel Gustav Markus übernahm 1920 die Schäßburger Filiale als Markus Druckerei und zog damit nach Kronstadt.